# Dialetto guardiolo
Il dialetto guardiolo (nome nativo gardiòl) è la varietà dialettale occitana parlata nel borgo storico di Guardia Piemontese, comune della provincia di Cosenza e isola alloglotta.
Da una ricerca condotta sul campo da Agostino Formica nel 1999 e pubblicata nel saggio "Spettro di frequenze e varianti nel linguaggio di Guardia Piemontese d'oggi: sfaldamento, contaminazione o evoluzione?" (contenuto nel volume: AA.VV., Guardia Piemontese le ragioni di una civiltà. Indagine sul mondo occitanico calabrese, Gnisci, Paola, 1999, pagg. 53-87) risulta che la "tenuta" della lingua occitana ("guardiola") ancora oggi si mantiene su buoni standard di coerenza, in quanto emerge dal riscontro delle "risposte" degli abitanti di Guardia Piemontese (suddivisi per fasce generazionali) il dato significativo che la popolazione locale usa ancora la lingua di tradizione. La metodologia di approccio per questa indagine sul campo è stata la somministrazione del testo di un racconto popolare, inizialmente in lingua guardiola, proposto in italiano a un numero congruo e rappresentativo di abitanti di Guardia Piemontese, con preghiera di volgerlo simultaneamente in guardiolo (la registrazione ha fissato le "versioni", poi studiate e confrontate, pure in relazione alle fasce d'età dei parlanti-intervistati).
Anche Pietro Monteleone, nel suo saggio "Per una identità di Guardia Piemontese tra dati demografici, riscontri, memoria e territorio" (contenuto sempre nel volume prima citato) dalle risposte del questionario (rigorosamente anonimo) proposto agli abitanti di Guardia Piemontese arriva alla conclusione che la popolazione locale, per i suoi due terzi, si esprime "sempre in casa e con gli amici" nella lingua di "tradizione" e che il guardiolo "costituisce ancora oggi lo strumento abituale di gran parte della popolazione del centro calabrese".
La lingua occitana è lingua neolatina (langue d'oc) parlata nel sud della Francia, sui Pirenei (nella Val d'Aran, Spagna), in alcune vallate del Piemonte e in Italia meridionale a Guardia Piemontese dove è "arrivata" in seguito a spostamenti di popolazioni provenienti dalle zone di origine (XIV secolo) determinati sia da motivi di ricerca di lavoro ma anche, in seguito, a causa di persecuzioni religiose subite in quanto di religione valdese.
Nelle varie ricostruzioni dell'arrivo in Calabria degli "oltremontani" (così sono definiti generalmente, in quanto le popolazioni arrivano "da oltre i monti", ovvero le Alpi, rispetto al primo territorio di stanziamento, le vallate del Piemonte) abbondano inesattezze storiche. Al 2007 secondo il linguista Fiorenzo Toso i parlanti guardiolo a Guardia Piemontese sono 340 su 1 860 abitanti, dato che la maggior parte degli abitanti si esprime in italiano o nella variante cosentina del dialetto calabrese.

## Occitano e Guardiolo
| latino                      | portoghese | spagnolo    | francese | catalano | occitano              | guardiolo | romancio      | friulano | italiano          | sardo            | rumeno       |
| clavem                      | chave      | llave/clave | clef/clé | clau     | clau                  | quiau     | clav          | clâf     | chiave            | crae (crai)      | cheie        |
| noctem                      | noite      | noche       | nuit     | nit      | nuèch (nuèit)         | nuèit     | notg (not)    | gnot     | notte             | notte (notti)    | noapte       |
| cantare                     | cantar     | cantar      | chanter  | cantar   | cantar (chantar)      | chantar   | chantar       | cjantâ   | cantare           | cantare (cantai) | cânta        |
| capram                      | cabra      | cabra       | chèvre   | cabra    | cabra (chabra, craba) | chabra    | zila (chavra) | cjavre   | capra             | cabra (craba)    | capră        |
| linguam                     | língua     | lengua      | langue   | llengua  | lenga                 | lenga     | lingua        | lenghe   | lingua            | limba (lingua)   | limbă        |
| plateam                     | praça      | plaza       | place    | plaça    | plaça                 | piaça     | plazza        | plaza    | piazza            | pratha (pratza)  | piață        |
| pontem                      | ponte      | puente      | pont     | pont     | pont (pònt)           | pònt      | punt          | puint    | ponte             | ponte (ponti)    | punte        |
| ecclesia (basilica)         | igreja     | iglesia     | église   | església | glèisa (glèia)        | guieisa   | baselgia      | glesie   | chiesa            | creja (cresia)   | biserică     |
| caseus lat.volg. formaticum | queijo     | queso       | fromage  | formatge | formatge (hormatge)   | case      | chaschiel     | formadi  | formaggio (cacio) | casu             | brânza (caș) |